# Мови специфікацій
Мови специфікацій — спеціальні дескриптивні системи, створені для фіксації та обміну результатами розробки сучасних програмних проектів. Наприклад, результатом роботи аналітиків є зовнішня специфікація системи, а результатом роботи кодувальників — програмний код системи. Специфікації описують ту чи іншу модель вхідної системи або її частини. Тобто вони її моделюють і можуть бути використані замість самої системи в деяких контекстах. За властивостями специфікацій системи можна робити висновки щодо властивостей і самої системи.

## Використання
Специфікації можуть використовуватися :
- для уточнення вимог, узгоджень їх із замовником та для побудови прототипів;
- при проектуванні — для контролю за правильністю проекту;
- при реалізації — для формулювання завдань розробникам та створення документації;
- при тестуванні — для перевірки виконання вимог;
- при супроводженні — для уточнення змін, підтримки узгодженості документації з системою, та інше.

Однією з важливих переваг використання специфікацій є збільшення глибини розуміння системи, яка уточнюється. В процесі створення специфікації розробники мають більше можливостей для виявлення недоліків, непослідовностей, неоднозначностей та неповноти проекту. Специфікація є засобом зв'язку між замовником та проектувальником, між проектувальником та розробником, а також між розробником та тестувальником. Вона часто виступає як супутня документація до програмного коду системи, але має більш формальний рівень опису.

## Приклади
Розглянемо як приклад кілька специфікацій функції {\displaystyle n!}:
1. {\displaystyle n!} — добуток перших {\displaystyle n} натуральних чисел, розпочинаючи з 1.
2. {\displaystyle n!=1\cdot 2\cdot \ldots \cdot n=\prod _{i=1}^{n}i.}
3. {\displaystyle n!={\begin{cases}1&n=0,\\n\cdot (n-1)!&n>0.\end{cases}}}